# Club de Regatas Corrientes
El Club de Regatas Corrientes es un club social y deportivo, de la ciudad de Corrientes, Argentina. Fue fundado el 27 de septiembre de 1923 por Juan Pablo Romero Mora y su actividad principal es el básquet, deporte en el cual desde el 2004 participa en la máxima categoría nacional, la Liga Nacional de Básquet. Además se destaca el remo, gracias al cual recibió su nombre y es su deporte fundacional.
Su máximo logro deportivo lo alcanzó en 2011, cuando fue campeón en la Liga de las Américas, máximo certamen continental. También fue campeón en dos ediciones de la Liga Sudamericana de Clubes, las de 2008 y 2012. En el plano nacional, fue campeón de la Liga Nacional de Básquet 2012-13 y logró el Torneo Súper 8 2012, además de lograr la Copa Argentina de Básquet 2007.

## Historia
El Club de Regatas Corrientes nace el 27 de septiembre de 1923 a instancias de un grupo de simpatizantes del remo y la natación. Su primer presidente fue el Dr. José M. Chapo, y su sede se ubicó en una zona del denominado parque o paseo Mitre, una zona en donde antiguamente se instalaron las tropas y baterías de artillería para la defensa de la ciudad en la guerra de la Triple Alianza contra el Paraguay.
El club comienza con pocos socios, que debían pagar una cuota societaria de un peso moneda nacional, y con una estrecha playa de arena sobre el río Paraná que limitaba al este con la punta Mitre, una de las siete puntas de piedra que dan nombre a la ciudad (San Juan de Vera de las siete Corrientes), y al oeste un promontorio de piedra también en la desembocadura del arroyo "Poncho Verde".
La institución fue creciendo con el remo y la natación como sus deportes fundacionales. Las primeras tripulaciones de remo que compiten a nivel nacional en remo lo hacen aproximadamente a fines de la década de los 30 y comienzos de los 40, con un famoso 4+ Juniors ó "Júnior four" como se lo denominaba entonces apodado el "4 de fierro" formado por 1-ANTONIO LECONTE, 2- ISMAEL CANDEDO, 3- ARMANDO FAGES, STROKE JUAN MIHOVILCEVICH, TIM. EDMUNDO MIHOVILCEVICH que supo de algunas conquistas en el Tigre.
Con el paso del tiempo y en la década de los 50 la Comisión Directiva resuelve demoler la sede histórica, un edificio de madera que había sido comprado al Club de Regatas América en 1926, debido a que sus basamentos de madera se encontraban podridos. Con el apoyo del gobierno provincial comienza la reconstrucción del club pero con una sede de mampostería y sus instalaciones societarias. el presidente del Club por ese año era el Capitán Mateo Tous, quien además se desempeñaba como ministro de Hacienda del gobierno del General Filomeno Velazco.
A partir de la década de los 70 el club se produce considerable incremento en la cantidad de socios, atraídos fundamentalmente por su playa, donde se puede disfrutar del río en épocas estivales y que se encuentra a apenas diez cuadras del centro comercial. Se transformó en un clásico del correntino "capitalino". El club recibe subsidios oficiales y se construye un estadio con gimnasio cerrado de básquetbol, con capacidad para 2600 personas, que se inaugura en coincidencia con el Campeonato Argentino de Básquetbol 1970. De esta manera, pasa a formar parte del club la primera gran obra edilicia.
A partir de la década de los 90 se produce un segundo incremento en la cantidad de socios de la institución. Hoy son más de doce mil asociados, pero esta vez con un basamento mucho más firme ya que el viejo club se renovó no sólo en sus cuadros dirigentes sino en su manera de interrelacionarse con la sociedad correntina brindando servicios, actividades y espectáculos que nunca antes pudieron ser desarrollados por otras instituciones incluso a nivel nacional.
Se consiguió ampliar la zona de costa, extendiendo la propiedad mucho más al este de la Punta Mitre, donde se construyó un playón deportivo en los años 90 y otro a mediados de 2000, una marina para veleros cabinados y una guarda de vela liviana (optimist, entre otras categorías) y en un futuro no muy lejano estarán las amarras, galpón de botes y carpintería náutica.
La sede se amplió con un salón de fiestas, otro de usos múltiples y un tercero de conferencias y en el límite oeste se construyó su primer edificio deportivo, de 3.094 m² cubiertos, donde se alojan los deportes de piso: tumbling, gimnasios de pesas y musculación, judo, karate, taekwondo, aeróbics, yoga, que se complementan con vestuarios y sanitarios.
Además se cuenta con una pileta de natación de 25 metros totalmente cubierta y climatizada. De sus aguas surgió un representante olímpico en Sídney 2000 y en Beijing 2008: Sergio Andrés Ferreyra, uno de los orgullos de la Institución.
También constituye un orgullo el equipo de básquetbol que recientemente se consagró campeón de la Liga Sudamericana de Clubes, con Alejandro Montecchia|, el Puma Montecchia, campeón olímpico en Atenas 2004, como uno de los principales abanderados para su concreción, posicionando al Club en lo más alto del deporte de Sudamérica, con el valor agregado que esto implica.
En estos jóvenes años de vida, han pasado por el Club veintitrés presidentes con sus respectivas comisiones directivas. Actualmente los destinos de la institución están en manos del Dr. Emilio Lanari Zubiaur, respaldado por una Comisión Directiva que es fiel representante de las distintas disciplinas deportivas que se practican en la Institución.

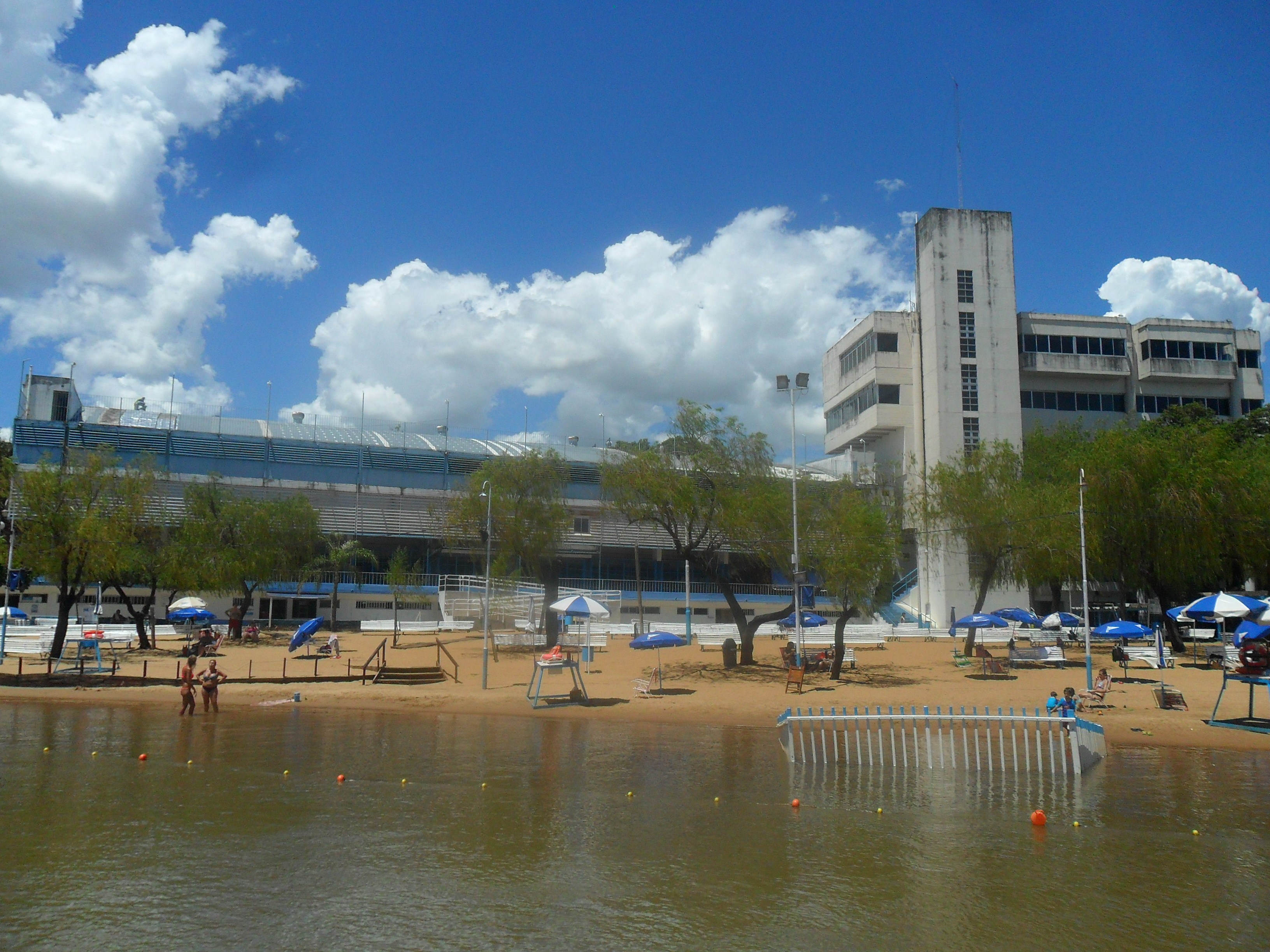
Vista actual de la playa

### Honorable Comisión Directiva
- Presidente:		Emilio A. Lanari Zubiaur
- Vicepresidente:	Eduardo Adolfo Tassano
- Secretario:		Roberto Armando Jacobo
- Prosecretaria:	María Eugenia Valesani
- Tesorero:		Gustavo Aquino
- Protesorero:
- Vocales titulares:

1. Gustavo Daniel Vexelman
2. Mario Alberto Poupard
3. Juan Domingo Tonsich
4. Francisco Rogelio Macías
5. Mario Eduardo Morando
6. Diego Gustavo MirettCRC Velerosi

- Puerto de Veleros (febrero 2018).Vocales suplentes:

1. Carlos Alberto Simón
2. José Óscar Titievsky
3. José Gustavo Valsangiácomo
4. José María Brisco
5. Obdulio O. Barboza
6. Carlos Alberto Andreau

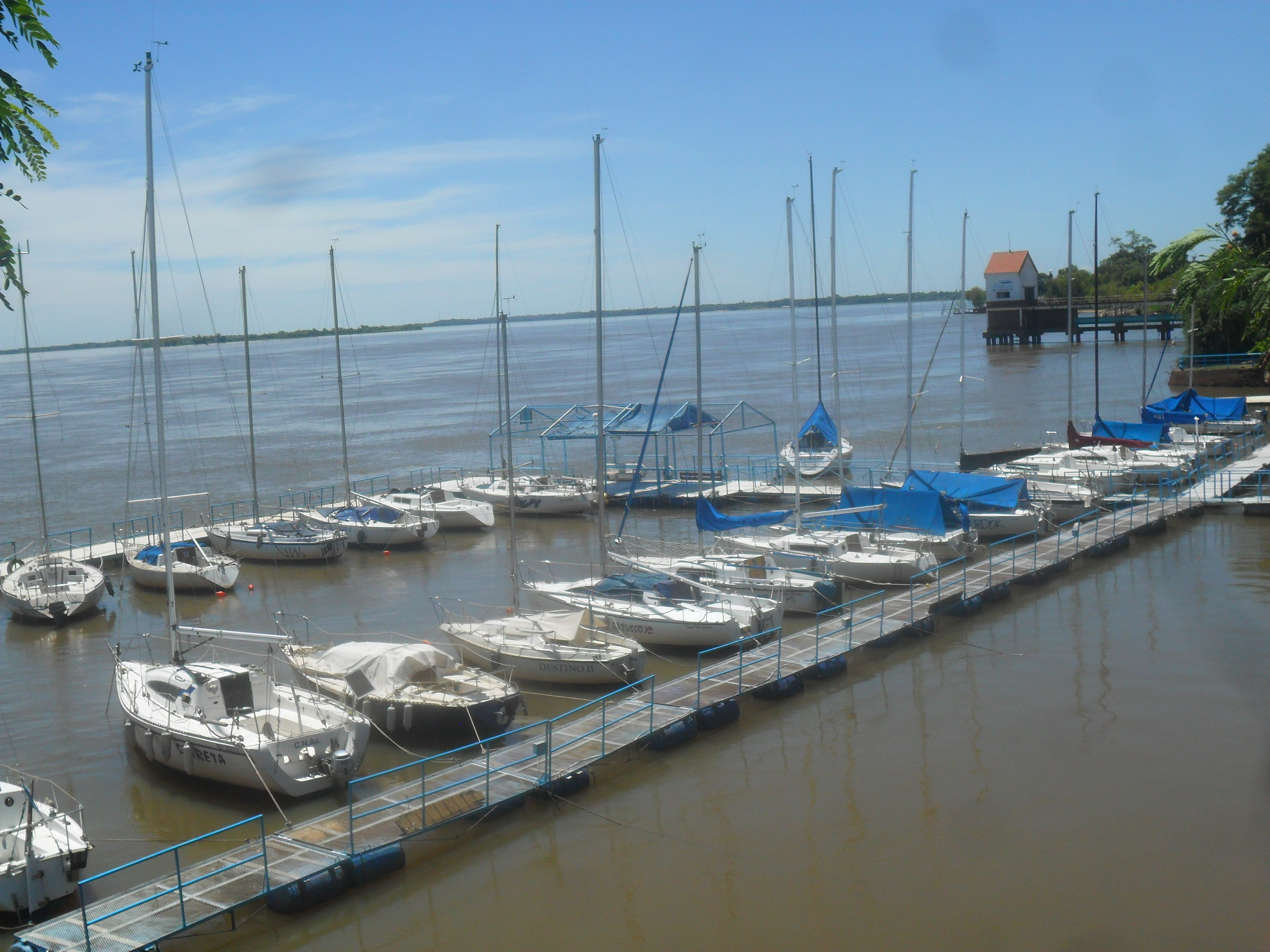
Puerto de Veleros (febrero 2018).

- Comisión Revisora de Cuentas Titulares:
  - Juan J. López Desimoni
  - Daniel de Jesús Monzón
  - Adolfo Fortunato Gehan

- Revisores de Cuentas Suplentes:
  - Jaime Juan C. Arce
  - Héctor R. Beltrán Iturriaga
  - Ana María Pato

### Ascenso a la LNB
Un poco de historia
La comisión directiva del club, presidida por Eduardo Tassano, a principios de la temporada 2003-2004 comenzó a trabajar y a diagramar el equipo del TNA con el objetivo de mejorar la actuación de la temporada anterior, donde cayó frente a Echagüe en cuartos.
Los directivos realizaron un importante esfuerzo económico para traer jugadores de primer nivel, aspirando a la lucha en los puestos de vanguardia.
El armado del equipo
Junto al entrenador Jorge Caballero se armó un equipo con la base de Sollberg, Mascaró y Corbalán, estos dos últimos con asistencia perfecta en las 4 temporadas fantasmas en el TNA, y el regreso a la institución de Gustavo Bianco.
A ellos se sumaron dos jugadores de muchas batallas como Mario Romay y Pablo Maglia, la cuota de experiencia necesaria para encarrilar a los más jóvenes como Melo y Álvarez, primero, y a Diego Checenelli y Joaquín Espinola, después.
Párrafo aparte para Alejandro Coronel, quien dejó la actividad en 2002 afectado de cáncer y volvió a Regatas para jugar al básquet, para aportar lo suyo, pero la rebelde enfermedad reapareció y tuvo que retomar su tratamiento de quimioterapia. Dejó de jugar, pero nunca se fue del equipo. Cuando sus compañeros lo necesitaron siempre estuvo para respaldarlos.
Primeros pasos

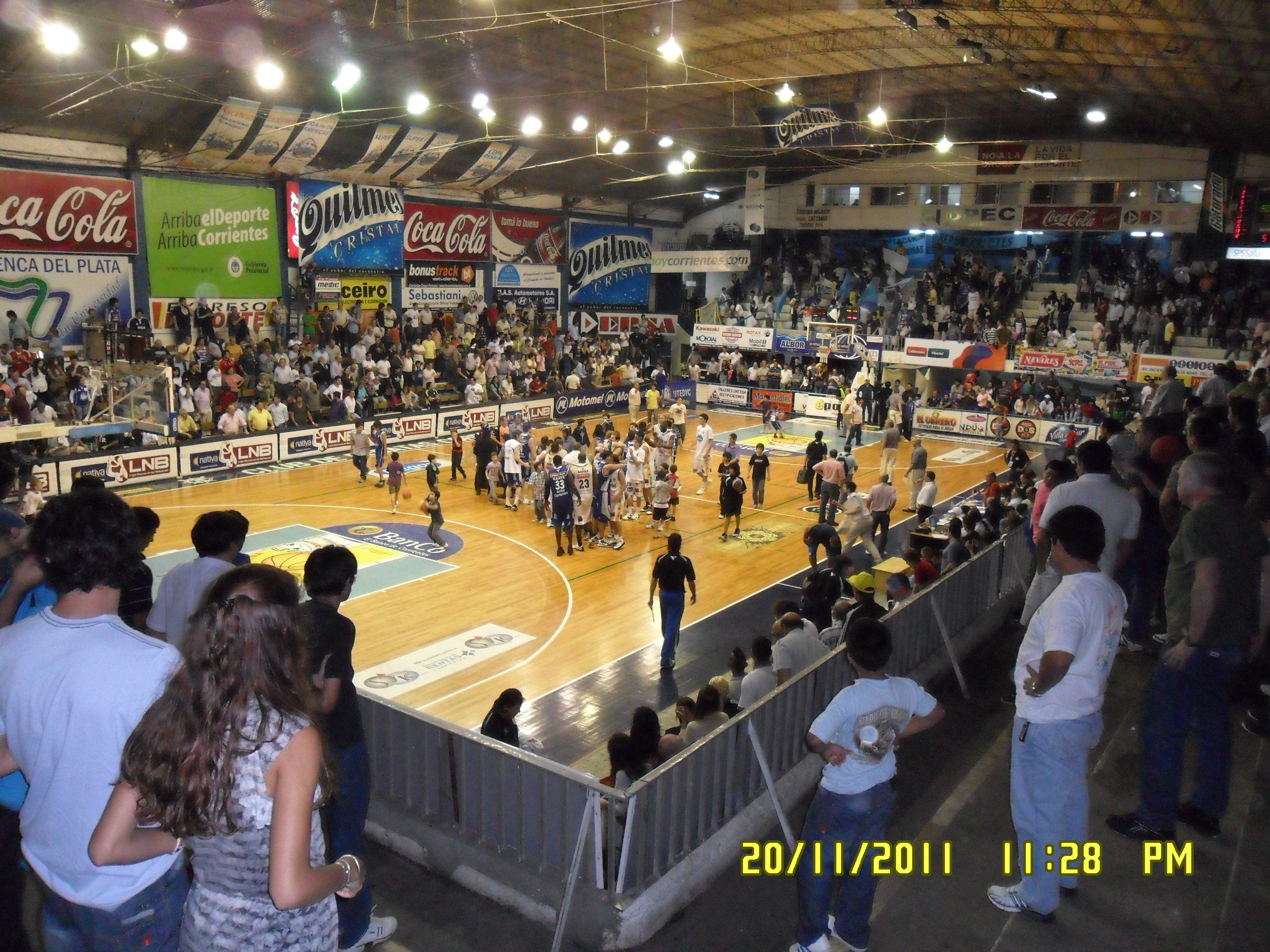
Un partido de la Liga Nacional en el Estadio José Jorge Contte el 20 de noviembre de 2011.

Regatas comenzó a jugar la fase regular, Zona Norte, con triunfos ante Quimsa y Andino, en La Rioja.
El primer gran cachetazo fue ante Sionista. Perdió por 29 puntos, pero el equipo de Caballero se recuperó ganando en Paraná, a Echagüe. Sin embargo, el equipo no encontraba regularidad y volvió a caer de local ante su cuco Mitre de Tucumán, equipo al que no le pudo ganar en la fase regular.
En la 7.ª, Regatas se reencontró con su público frente a La Unión de Colón, equipo al que venció por 22 unidades. Otra victoria ante Andino depositó al equipo fantasma en la 2.ª posición de la zona Norte que se consolidó con tres triunfos consecutivos (Andino, Sionista y Echagüe).
El triunfo ante Tucumán BB significó la clasificación al TNA-1, a una fecha de la finalización de la 1.ª fase de la competencia, pero además, Coronel volvía a su lucha contra el cáncer.
TNA-1
Regatas comenzó con el pie izquierdo la 2.ª fase, sumado a la derrota ante La Unión en la primera fase, acumuló cuatro traspiés consecutivos
Ante La Unión, en Corrientes, Regatas pareció encontrar oxígeno, pero la negativa gira por Bahía Blanca y Puerto Madryn selló la suerte del DT Caballero.
Llegó Santander
El nuevo DT Silvio Santander, que tomó el plantel con 1 triunfo y 5 derrotas en el TNA-1, hizo su presentación ante Olimpia de Venado Tuerto con una victoria, donde también fue debut y despedida del extranjero Jermaine Hall.
Sin embargo no todas fueron rosas. Luego vendrían dos derrotas consecutivas, ante Tucumán BB y River; pero con la llegada del extranjero Micah Brand y el recambio de Diego Checenelli por Gómez Jovanovich y de José González por Rodrigo Álvarez, este por lesión, el grupo comenzó a hacerse fuerte y el equipo comenzó a aparecer.
Fue así que, después de River, Regatas logró 5 victorias consecutivas en el TNA-1 lo que le permitió igualar en siete los triunfos y derrotas, aunque por escaso margen tuvo que jugar la Reclasificación.
La consagración
En la Reclasificación, Regatas no dejó margen para las dudas y derrotó a Mitre por 3 a 0; llevando su seguidilla de triunfos a ocho, situación que se prolongaría un partido más, en los cuartos de final ante Olimpia, en Venado Tuerto, con una victoria clave para cambiar la localía y definir la serie en Corrientes, aspecto que finalmente se dio.
Regatas dejaba en el camino a Olimpia y tenía que viajar a Puerto Madryn para enfrentar al candidato de todos: Conarpesa. Pero los jugadores de Santander volvían a dar el gran golpe y ganaron el primer juego.
Con la serie igualada 1 a 1, Regatas tuvo la chance de abrochar el ascenso en Corrientes. Ante tres mil personas, Regatas dejó la serie 3 a 1 y un sábado 8 de mayo de 2004 logró el ascenso a la Liga Nacional de Básquet.
el título de campeón debió dirimirlo con el Club Atlético River Plate, que disponía de la localía. En Núñez, el equipo riverplatense ganó los dos partidos y volvió a imponerse en el tercero que se jugó en Corrientes.
Finalmente, River Plate, campeón, y Regatas subcampeón, ascendieron a la LNB de la temporada siguiente.

## Instalaciones

### Estadio José Jorge Contte

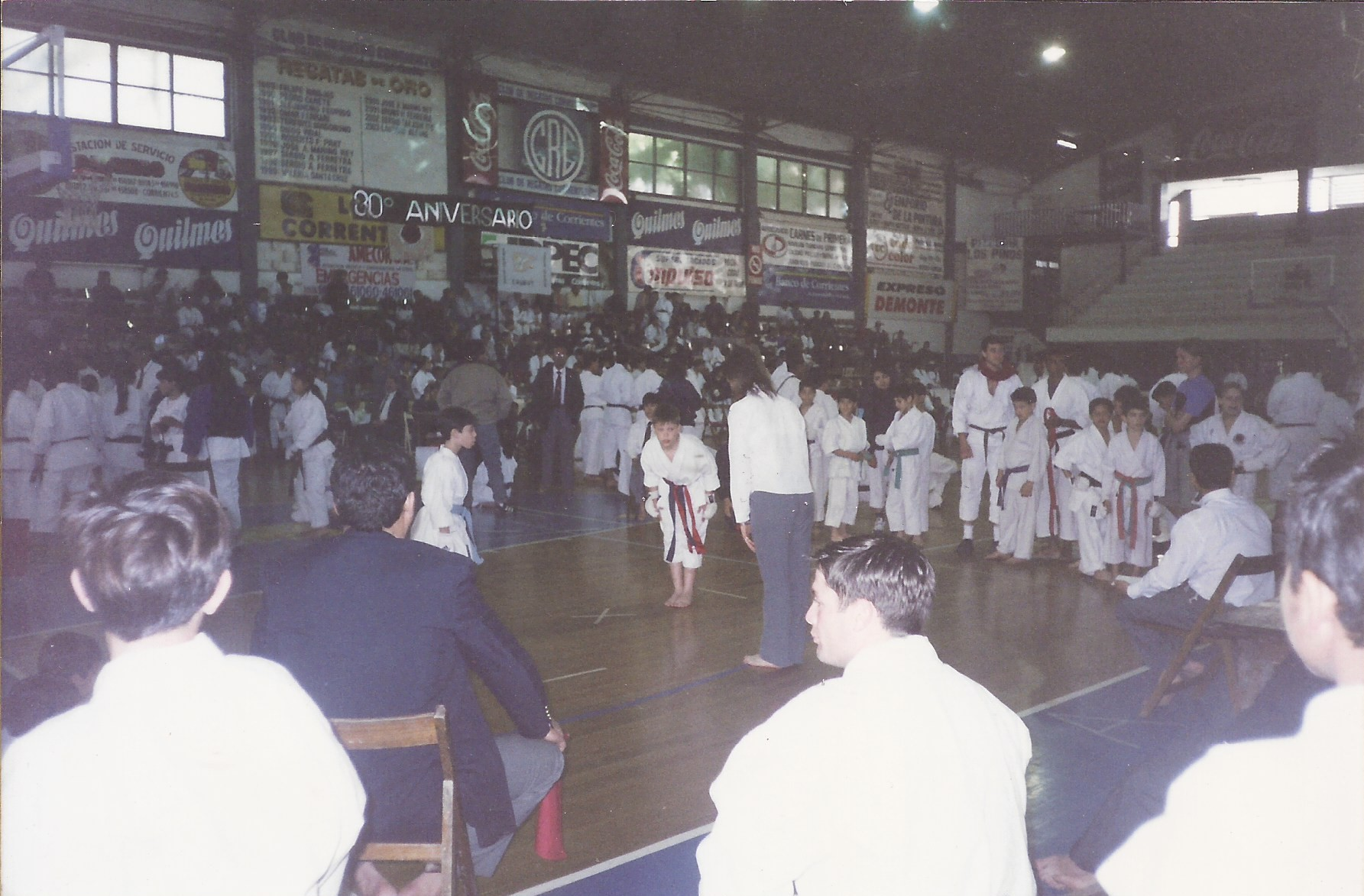
Un torneo de karate en el estadio José Jorge Contte en octubre de 2003.

El Estadio José Jorge Contte, apodado el estadio de los sueños, fue en 1970. Actualmente cuenta con capacidad para 2600 espectadores. Se encuentra dentro del predio que posee el club en la calle Parque Mitre sin número.
La localía de Regatas allí ha sido fuerte en la temporada 2013-14, donde logró 34 victorias.
En medio de trabajos de remodelación, el 13 de agosto de 2025, colapsó el techo del Estadio, cayendo sobre una de las paredes laterales. Se desconocen actualmente las causas del derrumbe que no trajo heridos. El presidente Eduardo Tassano y el gobernador de Corrientes, Gustavo Valdés, afirmaron que el recinto sería construido a nuevo.

## Datos del club

### Historial
- Temporadas en primera división: 21 (2004/05 - actualidad)
  - Mejor puesto en la liga: 1.º y campeón (2012/13)

### Estadísticas
| Campañas  |          |                                    |                                    |                                        |  |
| Temporada | Posición | Eliminación, oponente y resultado. | Eliminación, oponente y resultado. | Eliminación, oponente y resultado.     |  |
| 04/05     | 12       | Reclasificación                    | -                                  | Deportivo Madryn (0-3)                 |  |
| 05/06     | 8        | Cuartos de final                   | -                                  | Libertad de Sunchales (2-3)            |  |
| 06/07     | 4        | Semifinal                          | -                                  | Peñarol de Mar del Plata (1-3)         |  |
| 07/08     | 6        | Cuartos de final                   | -                                  | Quimsa de Santiago del Estero (1-3)    |  |
| 08/09     | 8        | Cuartos de final                   | -                                  | Atenas de Córdoba (2-3)                |  |
| 09/10     | 7        | Cuartos de final                   | -                                  | Atenas de Córdoba (2-3)                |  |
| 10/11     | 8        | Cuartos de final                   | -                                  | Peñarol de Mar del Plata (2-3)         |  |
| 11/12     | 4        | Semifinal                          | -                                  | Obras Sanitarias de Buenos Aires (0-3) |  |
| 12/13     | 1        | Campeón                            | -                                  | Club Atlético Lanús (4-0)              |  |
| 13/14     | 2        | SubCampeón                         | -                                  | Peñarol de Mar del Plata (2-4)         |  |
| 14/15     | 9        | Cuartos de final                   | -                                  | La Unión de Formosa (1-3)              |  |
| 15/16     | 8        | Cuartos de final                   | -                                  | La Unión de Formosa (1-3)              |  |
| 16/17     | 2        | SubCampeón                         | -                                  | San Lorenzo (1-4)                      |  |
| 17/18     | 13       | Octavos de Final                   | -                                  | Instituto (0-3)                        |  |
| 18/19     | 7        | Cuartos de final                   | -                                  | Instituto (2-3)                        |  |
| 19/20     | 8        | Cancelado                          | -                                  | Temporada cancelada por Covid-19       |  |
| 20/21     | 5        | Cuartos de final                   | -                                  | Club San Martín (1-2)                  |  |
| 21/22     | 6        | Cuartos de final                   | -                                  | Instituto (1-3)                        |  |
| 22/23     | 6        | Cuartos de final                   | -                                  | Quimsa de Santiago del Estero (0-3)    |  |
| 23/24     | 7        | Cuartos de final                   | -                                  | Instituto (2-3)                        |  |
| 24/25     | 4        | Semifinal                          | -                                  | Instituto (1-3)                        |  |

### Datos del equipo
- Más puntos a favor: 128, Contra San Martin de Ctes Temporada 18/19
- Menos puntos a favor: 49, Contra Boca Temporada 09/10
- Más puntos en contra: 126, Contra Atenas Temporada 16/17
- Menos puntos en contra: 45, Contra Obras Basket Temporada 20/21
- Mayor diferencia a favor: 41, Contra Hispano Americano (114-73) Temporada 21/22
- Mayor diferencia en contra: 42, Contra Gimnasia CR (53-95) Temporada 17/18
- Mayor racha de victorias: 13. Entre el 08/12/13 y el 13/02/14
- Mayor racha de derrotas: 11. Entre el 9/4/18 y el 11/5/18
- Mejor récord: 45-12 (78,95%) Temporada 13/14
- Peor récord: 17-30 (36,2%) Temporada 04/05
- Récord histórico: 556-414
- Jugador con más puntos en un partido: Donald Sims, 48 Contra Estudiates C Temporada 16/17
- Jugador con más puntos en una temporada: Donalds Sims, 1318 en la 16/17
- Jugador con más puntos en la historia del club: Paolo Quinteros, 6948pts
- Jugador con más partidos en la historia del club: Paolo Quinteros, 482 partidos en 6 temporadas

### Marcas del club
|                              |                 |                   |                                            |  |
| Torneo                       | Participaciones | Mejor Ubicación   | Peor Ubicación                             |  |
| Liga Nacional de Básquet     | 21              | 1.º (2012/13)     | 13.º (2017/18)                             |  |
| Copa Argentina               | 7               | 1.º (2007)        | No clasificó a la segunda instancia (2008) |  |
| Torneo Súper 8               | 5               | 1.º (2008 y 2012) | 3.º (2011)                                 |  |
| Liga Sudamericana de Clubes  | 3               | 1.º (2008 y 2012) | 4.º (2009)                                 |  |
| Liga de las Américas         | 4               | 1.º (2010/11)     | 11.º (2008/09)                             |  |
| Copa Desafío                 | 2               | 1.º (2008 y 2009) | -                                          |  |
| Torneo Interligas de Básquet | 3               | 1.º (2024)        | 5.º (2019)                                 |  |
| Supercopa de La Liga         | 1               | 2.º (2017)        | 2.º (2017)                                 |  |

## Plantel y cuerpo técnico

### Mercado de Invierno 2025
| Siguen de la temporada 2024-25 | Siguen de la temporada 2024-25 |
| Jugador                        | Posición                       |
| ------------------------------ | ------------------------------ |
| Juan Varas                     | Entrenador                     |
| Nicolás Aguirre                | Base                           |
| Andrés Jaime                   | Base                           |
| Iván Gramajo                   | Alero                          |
| Sebastián Lugo                 | Alero                          |
| Francisco Ferraro              | Alero                          |
| Fabián Ramírez Barrios         | Ala-pívot                      |
| Juan Larraza                   | Pívot                          |

| Altas               | Altas    | Altas                     |
| Jugador             | Posición | Procedencia               |
| ------------------- | -------- | ------------------------- |
| Juan Pablo Corbalán | Base     | Riachuelo                 |
| Mateo Chiarini      | Escolta  | Pallacanestro Montecatini |
| Luis Santos         | Pívot    | Marinos de Oriente        |

| Bajas            | Bajas     | Bajas                    |
| Jugador          | Posición  | Destino                  |
| ---------------- | --------- | ------------------------ |
| Tobías Franchela | Base      | Platense                 |
| Federico Elías   | Escolta   | Unión                    |
| Salvador Giletto | Ala-pívot | San Martín de Corrientes |

## Palmarés

#### Liga local
- Campeón Liga Correntina de la ABCC 26: 1950, 1962, 1966, 1967, 1968, 1969, 1970, 1971, 1974, 1975, 1977, 1981, 1991, 1993, 1994, 1996, 1997, 1998, 1999, 2004, 2008, 2010, 2014, 2015, 2017 y 2021

### Nacionales
- Campeón Copa Argentina 2007
- Campeón Copa Desafío 2008
- Campeón Copa Desafío 2009
- Campeón Torneo Súper 8 2008
- Campeón Torneo Súper 8 2012
- Campeón Liga Nacional de Básquet 2013
- Campeón Liga Nacional de Básquet U19 2014
- Campeón Conferencia Norte Liga Nacional de Básquet 2017

### Internacionales
- Campeón Liga Sudamericana de Clubes 2008
- Campeón Liga Sudamericana de Clubes 2012
- Campeón Liga de las Américas 2011
- Campeón Torneo Interligas de Básquet 2024

### No oficiales
- Campeón Copa Cuadrangular Sudamericano Televisión Pública 2008
- Campeón Copa Triangular de Concordia 2007
- Campeón Copa Cuadrangular de Concordia 2011
- Campeón Copa Cuadrangular Camino a los 150 años de Colón 2012
- Campeón Copa Cuadrangular de Colón 2013
- Campeón Copa 426 Aniversario de Corrientes 2014
- Campeón Copa Redpagos 90 años de Trouville 2012
- Campeón Copa Ciudad de Buenos Aires 2008
- Campeón Copa Homenaje “Enrique Franco” 2011
- Campeón Copa Desafío 35 años después 2012[15]

### Otros logros
- 1.º en la Fase Regular 2012/13
- 1.º en la Fase Regular 2013/14
- 1.º en la Zona Norte en la temporada 2010/11
- 1.º en la Zona Norte en la temporada 2011/12
- 1.º en la Zona Norte en la temporada 2013/14
- Balón de oro 2008
- Balón de oro 2011[16]
- Balón de oro 2013
- Subcampeón del Torneo Nacional de Ascenso (TNA) 2000/2001 y 2003/2004
- Subcampeón Torneo Súper 8 2007

### Récords
- 34 partidos ganados de local en forma consecutiva.
- Primer equipo en ganar la nueva copa Chanllenger de la LNB.
- Primer equipo en llegar a 2 finales de Super 8 consecutivamente.
- Primer equipo en ganar la copa Desafío de visitante.
- Ganó un torneo internacional en su primera participación.
- Primer equipo en ganar la Copa Desafío, tras haber ganado la Copa Argentina.
- Primer equipo en ganar la Copa Argentina, Copa Desafío y Liga Sudamericana en una misma temporada.

## Otros deportes
Las distintas disciplinas con las que el club cuenta son:
Básquet, Cestoball, Vóley, Gimnasia, Judo, Remo, Natación, Tumbling, Pesas, Velas, Tenis de mesa, Karate, Taekwondo, Ajedrez, Fútbol y Hockey.

## Rivalidades

### Clásico del Básquet Correntino
En el ámbito del baloncesto, Regatas enarboló una fuerte rivalidad deportiva con el Club San Martín, también de la capital correntina. Este duelo tomó intensidad a partir de las incursiones de ambos clubes en los campeonatos de la Liga Nacional de Básquet, registrándose grandes convocatorias en cada edición de estos enfrentamientos, en sus respectivos estadios.

### Clásico del Parque Mitre
Otra rivalidad sostenida por Regatas, es con el Club Atlético Alvear, también de la capital correntina. Este duelo, aunque de menor intensidad que el sostenido con San Martín, se origina debido a la cercanía de ambas instituciones, las cuales se encuentran en la periferia del Parque Mitre de la ciudad de Corrientes, siendo un auténtico clásico barrial.

## Fechas memorables
Ascenso a la LNB: 8 de mayo de 2004 (Regatas Corrientes 78 - 63 Conarpesa (Pto. Madryn))
Primer triunfo como local en la LNB: 1 de octubre de 2004 (Regatas Corrientes 89 - 86 Obras Sanitarias)
Primer triunfo como visitante en la LNB: 11 de octubre de 2004 (Belgrano de San Nicolás) 78 - 80 Regatas Corrientes)
Regatas Campeón de la Copa Argentina: 30 de septiembre de 2007 (Regatas Corrientes 84 - 81 Peñarol de Mar del Plata)
Regatas Finalista del Súper 8: 15 de diciembre de 2007 (Libertad de Sunchales 69 - 68 Regatas Corrientes)
Regatas Campeón de la Copa Desafío: 9 de marzo de 2008 (Regatas Corrientes 63 - 62 Libertad de Sunchales))
Regatas Campeón de la Copa Desafío como visitante: 30 de enero de 2009 (Atenas 66 - 77 Regatas Corrientes)
Primer triunfo en un torneo internacional (Liga Sudamericana de Clubes): 29 de febrero de 2008 (Regatas Corrientes 96 - 76 Club Sol de América (Paraguay))
Primer triunfo de visitante en un torneo internacional: 12 de marzo de 2008 (Deportivo Táchira 69 - 78 Regatas Corrientes, en Venezuela)
Regatas Campeón de la Liga Sudamericana de Clubes: 1 de mayo de 2008 (Regatas Corrientes 73 - 65 Flamengo de Brasil)
Regatas Campeón del Torneo Super 8: 30 de noviembre de 2008 (Obras Sanitarias 62 - 68 Regatas Corrientes)
Regatas Gana el Primer Clásico Correntino: 5 de septiembre de 2008 (Regatas Corrientes 72 - 71 Club San Martín de Corrientes, por la Copa Argentina)
Regatas Campeón de la Liga de las Américas: 6 de marzo de 2011 (Club de Regatas Corrientes 89 - 73 Capitanes de Arecibo)
Regatas Gana el Primer Clásico Correntino en la LNB: 25 de septiembre de 2011 (Regatas Corrientes 86 - 70 San Martín de Corrientes)
Regatas Gana el Primer Clásico Correntino en la LNB jugado en el Fortín Rojinegro (estadio del Club San Martín de Corrientes): 6 de noviembre de 2011 (San Martín de Corrientes 66 - 73 Regatas Corrientes)
Regatas Gana el Clásico Correntino y condena a San Martín de Corrientes a jugar por la permanencia: 26 de febrero de 2012 (Regatas Corrientes 83 - 70 San Martín de Corrientes)
Regatas BiCampeón del Torneo Super 8: 10 de noviembre de 2012 (Quimsa 63 - 77 Regatas Corrientes)
Regatas BiCampeón de la Liga Sudamericana de Clubes: 6 de diciembre de 2013 (Regatas Corrientes 81 - 82 Flamengo de Brasil)
Regatas Campeón de la Liga Nacional de Básquet: 15 de mayo de 2013 (Lanús 65 - 69 Club de Regatas Corrientes)

## Hinchada
Su hinchada se autodenomina: "Los pibes del parque"- "Parque Stones". El elenco correntino tiene una de las hinchadas más populares, destacadas y fanáticas del país, en los 19 años que disputó en la primera división, fue el equipo con mayor convocatoria de las temporadas, con un promedio de 4.593 espectadores por partido. Cabe destacar que una clara demostración de ello fue cuando la hinchada regatanse llevó 11 micros llenos de fanáticos a un partido en Sunchales.

### Promedio de personas por partido (año 2007)
1. Regatas (Corrientes) 4520
2. Quimsa (Santiago del Estero) 3440
3. Peñarol (Mar del Plata) 2792
4. Estudiantes (Bahía Blanca) 2364
5. Quilmes (Mar del Plata) 1999
6. Libertad Sunchales 1736
7. Sionista (Paraná) 1571
8. Gimnasia (Comodoro Rivadavia) 1570
9. Central Entrerriano 1422
10. Ciclista Juninense 1397
11. Belgrano (San Nicolás) 1363
12. Atenas de Córdoba 1289
13. Deportivo Madryn 1175
14. Ben Hur (Rafaela) 963
15. Boca Juniors 819
16. Obras Sanitarias 689